# Piper dunstervilleorum
Piper dunstervilleorum är en pepparväxtart som beskrevs av J.A. Steyermark. Piper dunstervilleorum ingår i släktet Piper och familjen pepparväxter. Inga underarter finns listade i Catalogue of Life.